# Власов, Павел Фёдорович
Вла́сов Па́вел Фёдорович (26 мая 1912, Санкт-Петербург — 9 мая 1981, Жигулёвск) — начальник связи авиационной эскадрильи 28-го гвардейского авиационного полка (36-я бомбардировочная авиационная Смоленская Краснознамённая дивизия, 1-й гвардейский бомбардировочный авиационный Смоленско-Будапештский корпус), гвардии младший лейтенант. Участник Великой Отечественной войны, полный кавалер ордена Славы.

## Биография
Родился в семье рабочего в Санкт-Петербурге. Жил и учился в Баку, где окончил в школу. Пытался поступить в лётное училище, но не прошёл медкомиссию. Работал фрезеровщиком на машиностроительном заводе, без отрыва от производства обучаясь в бакинском аэроклубе. Окончив аэроклуб получил звание пилота.
Поступил в Азербайджанский государственный институт физкультуры, но проучился лишь три курса.
В декабре 1939 года был призван в Красную армию, в ходе советско-финской войны участвовал в составе лыжного батальона в боях на Карельском перешейке. Остался на сверхсрочную службу, окончил школу воздушных стрелков радистов.
С марта 1942 года на фронтах Великой Отечественной войны. Служил в 42-м дальнебомбардировочном авиационном полку (позднее преобразованном в 28-й гвардейский авиаполк) в составе экипажа бомбардировщика Ил-4 стрелком-радистом. С 1942 года член ВКП(б).
10 октября 1943 года в ходе боевого вылета на бомбардировки железнодорожного узла Витебска флагманский самолёт, на котором служил Власов, был сильно повреждён зенитным огнём противника. Вышли из строя правый мотор, радиокомпас, навигационное оборудование. После бомбометания на обратном пути Власов смог отремонтировать радиостанцию и по пеленгу помог привести самолёт на свой аэродром.
В марте-апреле 1944 года экипаж Власова проводил бомбовые удары по противнику в районе населённых пунктов Фоссгорд и Бухольмен (Норвегия), в ходе которых было уничтожено большое количество автомобилей и до 5 вражеских самолётов на аэродроме. Сержант Власов отражал атаки авиации противника, в одном из вылетов метким огнём сбил немецкий истребитель. 2 апреля 1944 года во время возвращения после бомбометания лётчиками была обнаружена вражеская автоколонна, самолёт снизился до 800 метров и Власов из своего пулемёта обстрелял колонну, после нескольких атак на дороге были зафиксированы горящие автомобили.
Занимался обучение и переподготовкой кадров, только за время операций в Заполярье лично подготовил трёх стрелков-радистов из стрелков.
С мая по сентябрь 1944 года гвардии старший сержант Власов, будучи начальником связи эскадрильи, в составе экипажа совершил 7 боевых вылетов на бомбардировку в районе Будапешта, в ходе которых было уничтожено 10 складов ГСМ, 2 склада боеприпасов, 3 железнодорожных эшелона. 5 раз ему приходилось отражать атаки вражеских истребителей.
С ноября 1944 по 16 апреля 1945 года гвардии младший лейтенант Власов 13 раз вылетал на боевые задания, в ходе которых был нанесён серьёзный урон противнику.
Всего же за годы войны Павел Власов совершил 208 боевых вылетов, последний из которых — на бомбардировку Берлина.
После окончания Второй мировой войны продолжил службу в авиации. В 1953 году окончил высшую офицерскую лётную школу дальней авиации. В 1958 году в звании капитана был уволен в запас.
Жил в Жигулёвске, в течение 7 лет работал председателем Зольненского поселкового совета. С 1965 года на пенсии.
Скончался 9 мая 1981 года. Похоронен в посёлке Бахилова Поляна города Жигулёвска.

## Награды
- Орден Отечественной войны 1-й степени (6.11.1943);
- два ордена Красной Звезды;
- орден Славы 1-й степени (23.02.1948, № 1418);
- орден Славы 2-й степени (6.11.1944, № 8231);
- орден Славы 3-й степени (28.04.1944, № 48415);
- медаль «За отвагу» (25.4.1943);
- медаль «За боевые заслуги»;
- другие медали.

## Память
В Жигулёвске имя Власова присвоено улице, на которой он жил. А на доме установлена мемориальная доска.